# Most staromiejski Zgorzelec-Görlitz
Most staromiejski Zgorzelec-Görlitz – most belkowy o konstrukcji stalowej przez Nysę Łużycką łączący polski Zgorzelec z niemieckim Görlitz. Otwarcie mostu nastąpiło 20 października 2004.

## Historia
Pierwszy raz o drewnianym moście w tym miejscu wspomniano w 1298.
- 1432 – zniszczenie mostu przez powódź[1]
- 1434 – odbudowa mostu wraz z pokryciem dachowym jednak, po kilku miesiącach most ponownie zostaje uszkodzony[1]
- 1441 – odbudowa mostu przez cieślę miejskiego Franza[1]
- 1525 – uszkodzenie konstrukcji mostu w czasie wielkiego pożaru miasta[1]
- 1536 – architekt miejski Wendel Roskopf zaproponował budowę mostu kamiennego, jednak z powodu zbyt wysokich kosztów do realizacji inwestycji nie doszło
- 1547 – otwarcie kamiennego, brukowanego mostu autorstwa Hansa Seibotha[1]
- 1566 – po wschodniej stronie wybudowano wieżę, a cały most zadaszono
- 1576 – zmieniono nawierzchnię mostu z brukowanej na pokrytą deskami[1]
- 1622 (18 lipca) – zawalenie się środkowego przęsła mostu; zginęło osiem osób[1]
- 1641 i 1813 (25 maja) – zniszczenie mostu na skutek pożaru[1]
- 1642 – odbudowa mostu[1]
- 1659 i 1777 – przebudowa mostu wraz z zadaszeniem[1]
- 1846 – uszkodzenie konstrukcji mostu przez krę[1]
- 1897 – zniszczenie mostu przez powódź
- 1906–1907 – budowa mostu stalowo-kamiennego[1]
- 1945 (7 maja) – wysadzenie mostu przez żołnierzy niemieckich
- 1950 – usunięcie ruin mostu
- 2002 (13 marca) – podpisanie porozumienia o utworzeniu przejścia granicznego na moście staromiejskim
- 2003 – uwolnienie środków na budowę nowego mostu staromiejskiego
- 2004 (20 października) – otwarcie nowego mostu staromiejskiego
- 2007 (21 grudnia) – zniesienie kontroli granicznej na moście w związku z wejściem Polski do układu z Schengen.

Przez Most Staromiejski prowadzi droga Via Regia oraz dwa szlaki pątnicze: Wielkopolska i Dolnośląska Droga św. Jakuba, które łączą się z europejską siecią Camino de Compostela.
Na moście rozpoczyna się Ekumeniczna Droga Pątnicza (niem. Ökumenischer Pilgerweg), prowadząca do Vachy na granicy Turyngii i Hesji.

Na moście znajdowało się przejście graniczne Zgorzelec-Görlitz

## Młyn trójkołowy i czterokołowy
Na obu brzegach Nysy tuż przy moście zbudowane są charakterystyczne budowle, w których były kiedyś młyny. Na lewym brzegu znajdował się młyn czterokołowy – od lat 90. XX w. znajduje się tam restauracja pod tą samą nazwą (niem. Vierradenmühle). Na prawym brzegu jest charakterystyczna wieża, dawniej był tam foluszniczy młyn trójkołowy. Od 1997 znajduje się tam restauracja o nazwie Piwnica staromiejska.

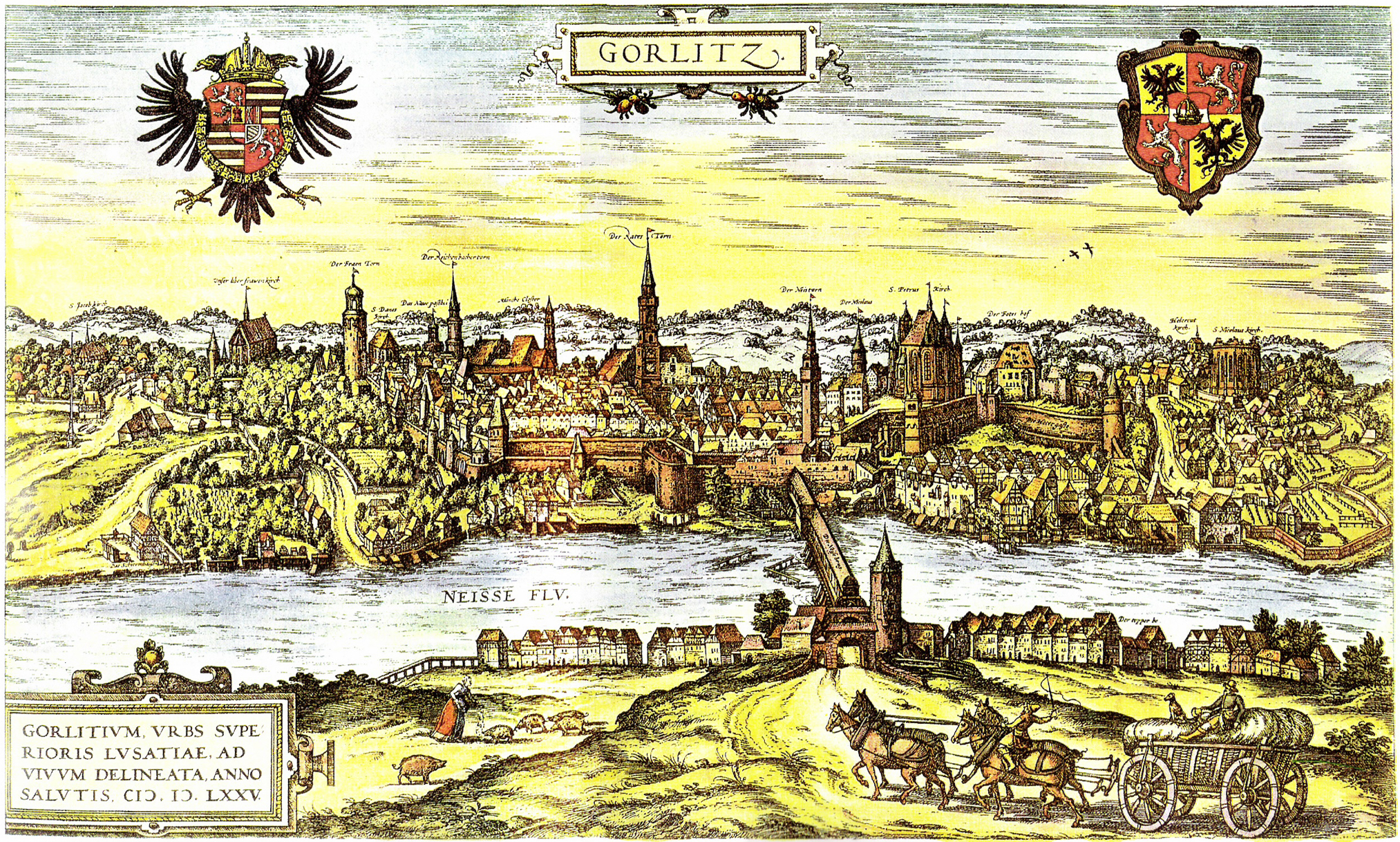
Widok od strony wschodniej (1575).
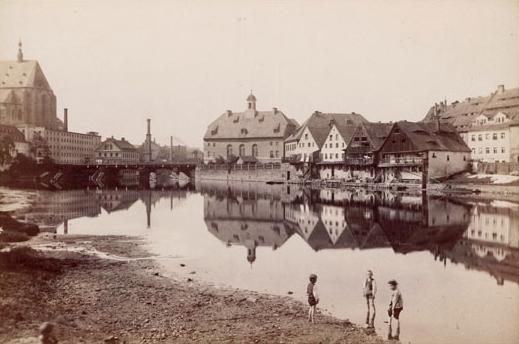
Most staromiejski i Stary kościół pw. Św. Ducha (niem. Alte Heilig-Geist-Kirche) na wschodnim brzegu Nysy. Widok od strony południowej. Widoczny most drewniany (koniec XIX w.).
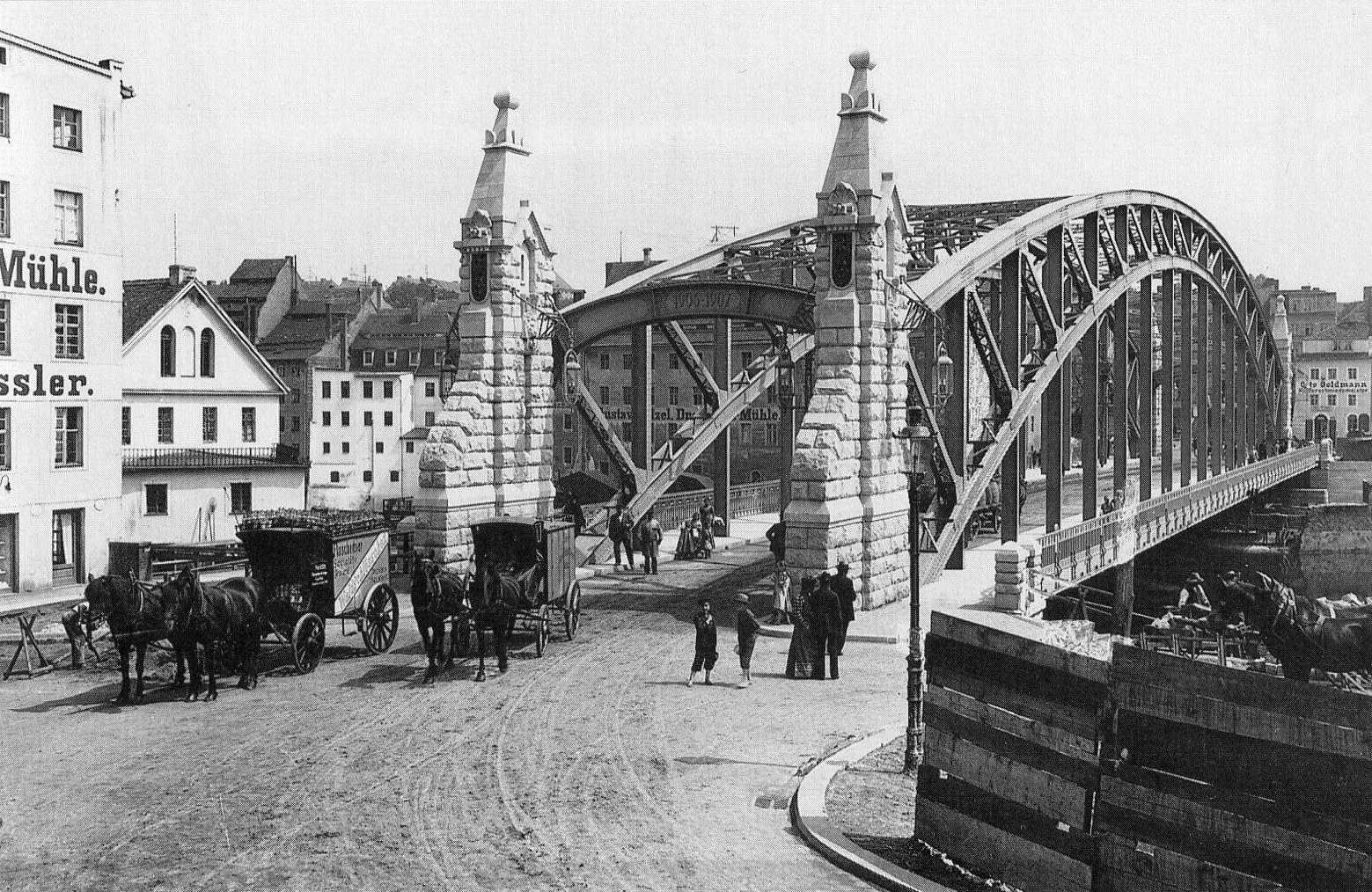
Stalowo-kamienny most kratownicowy (1907–1945).
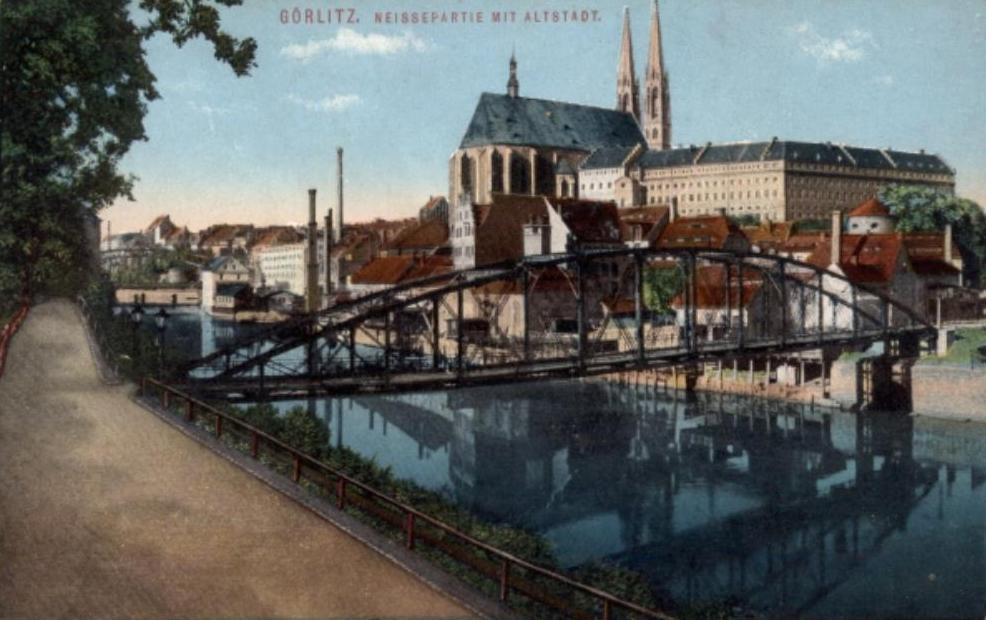
Most staromiejski w głębi; widok od strony północnej (na pierwszym planie kładka dla pieszych).
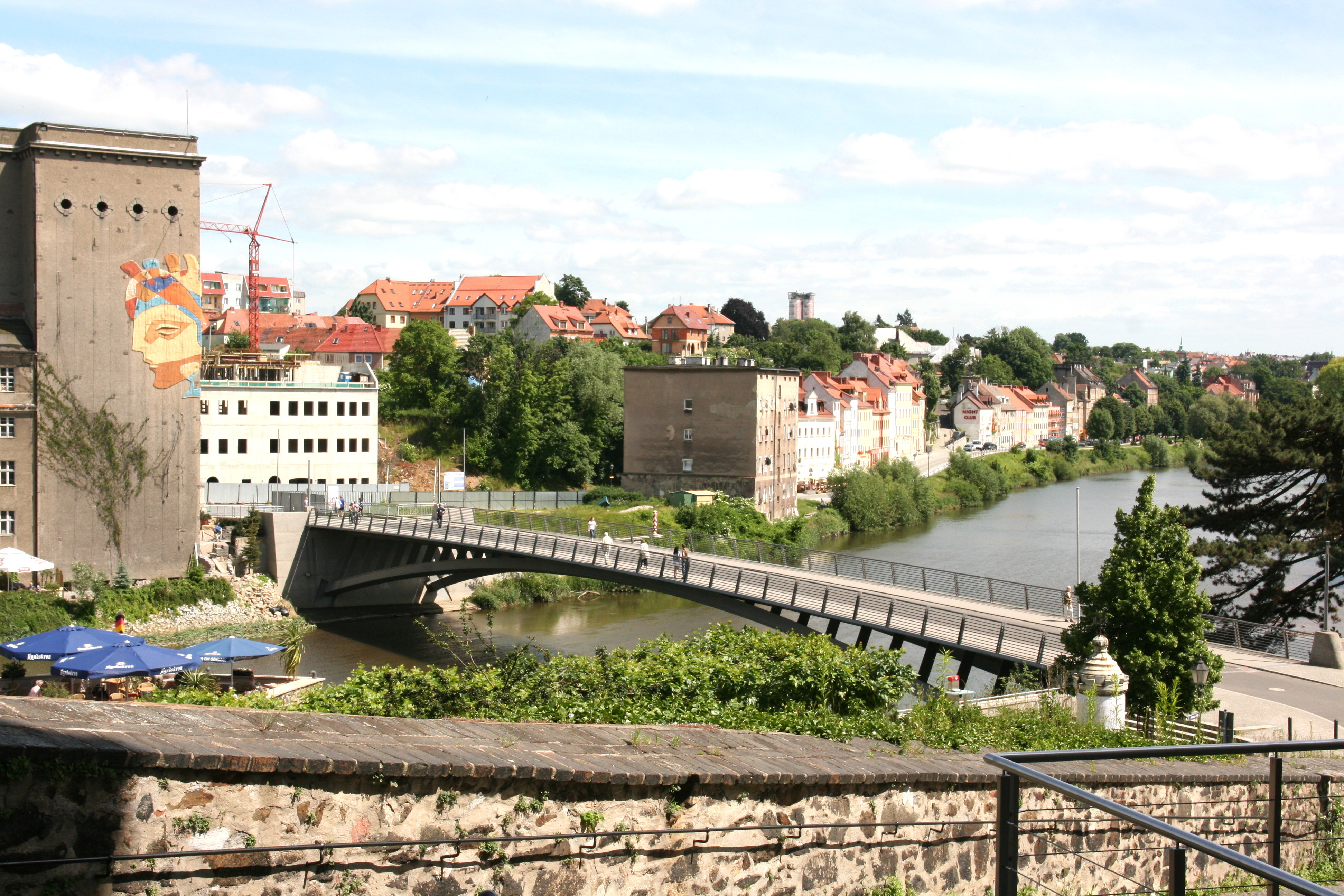
Widok na most od strony południowej (2009).
- Widok od strony zachodniej na most i młyn trójkołowy.